# Callulops sagittatus
Espèce
Statut de conservation UICN

 DD  : Données insuffisantes
Callulops sagittatus est une espèce d'amphibiens de la famille des Microhylidae.

## Répartition
Cette espèce est endémique de Province ouest en Papouasie-Nouvelle-Guinée. Son aire de répartition concerne uniquement le sommet du mont Binnie dans les Star mountains, à environ 2 200 m d'altitude,.

## Publication originale
- Richards, Burton, Cunningham & Dennis, 1995 : A new species of Callulops from New Guinea and comments on the status of C. humicola comptus (Zweifel) (Anura: Microhylidae: Asterophryinae). Transactions of the Royal Society of South Australia, vol. 119, no 3/4, p. 157-162 (texte intégral).